# Новосельцев, Анатолий Петрович
Анато́лий Петро́вич Новосе́льцев (26 июля 1933, Иркутск — 12 сентября 1995, Москва) — советский и российский историк-востоковед. Член-корреспондент АН СССР (1984), директор Института российской истории РАН (1988—1993). Специалист по средневековой истории стран Кавказа и Закавказья, Ирана, Древней Руси, член Императорского православного палестинского общества.

## Биография
Выходец из рабочей семьи. Отец был родом из ставропольских казаков, по профессии — инженер-горняк. Окончил Ракитянскую среднюю школу г. Медногорска Оренбургской области. В 1950 году поступил на восточное отделение исторического факультета МГУ. В 1955 году с отличием окончил университет и сразу же поступил в аспирантуру Института истории АН СССР в сектор периода феодализма. По ходатайству его руководителя Л. В. Черепнина был в 1958 году зачислен в штат института. Младший научный сотрудник (1958—1968), старший научный сотрудник (1968—1984).
В 1959 году защитил кандидатскую диссертацию «Города Азербайджана и Восточной Армении в XVII—XVIII вв.», посвящённую истории Южного Кавказа. Докторская диссертация (1974) — «Пути развития и особенности феодальной формации в странах Закавказья», в работе дан синхростадиальный анализ социально-экономических процессов региона в раннее средневековье. С 1970-х годов вёл преподавательскую деятельность в МГУ на историческом факультете и на факультете повышения квалификации, подготовил около 10 аспирантов. Профессор (1982). C 26 декабря 1984 года — член-корреспондент АН СССР по Отделению истории (история СССР — дооктябрьский период). Заведующий сектором истории древнейших государств на территории СССР (1984—1988).
Ответственный редактор ежегодника «Древнейшие государства на территории СССР» (с 1994 года — «Древнейшие государства Восточной Европы») (1985—1995); заместитель ответственного редактора серии «Древнейшие источники по истории народов СССР» (с 1993 года — «Древнейшие источники по истории Восточной Европы») (1985—1995). С 1985 по 1988 год — председатель Российского палестинского общества.
В 1988 году был избран директором Института истории СССР, оставался в этой должности до 1993 года. В последние годы жизни возглавлял Научный центр истории России в Средние века и раннее Новое время.

## Научная деятельность
По оценкам большинства специалистов, Новосельцев продолжил лучшие традиции российской ориенталистики. Его учителями были М. М. Дьяконов и И. М. Рейснер. Отличительной чертой исследовательского метода Новосельцева являлся максимально полный охват всех источников в оригиналах. Учёный обладал феноменальной лингвистической эрудицией, знал свыше двадцати языков, в числе которых персидский, армянский, грузинский, арабский, древнееврейский, сирийский, греческий, латинский. Знание современных европейских языков позволяло ему быть в курсе последних выводов западной историографии.
Первой областью научных интересов исследователя стала история Закавказья. Уже в своей кандидатской диссертации он, изучив огромное количество неопубликованных документов из архивов Москвы, Ленинграда и Еревана, дал фундированную панораму социально-экономической истории Южного Кавказа, причём как советского, так и иранского. Работая в Институте, участвовал в публикации коллективных академических изданий по истории СССР, где писал главы, посвящённые Закавказью. В 1972 году вышла его совместная с В. Т. Пашуто и Л. В. Черепниным монография «Пути развития феодализма», а затем написанная по материалам докторской диссертации книга «Генезис феодализма в странах Закавказья» (1980). В этих работах проведено подробное типологическое изучение форм собственности и социальных структур раннесредневекового общества. Дана первая в мировой науке комплексная картина истории региона. Новосельцев указал на сложность и разновариантность процесса перехода к классовому обществу и на несовершенство традиционной схемы, выводящей феодализм из рабовладельческого строя, который на самом деле никогда не был господствующим. Среди разнообразных источников он не стеснялся активно привлекать Библию, которую рассматривал прежде всего как важнейший языковой памятник и ценнейший источник по социальной терминологии.
Параллельно Новосельцев изучал русскую историю сквозь призму её восточных контактов. Он много сделал для изучения восточных источников по истории славян и Древнерусского государства. Это была чрезвычайно актуальная работа, так как огромный массив ценнейших данных восточного происхождения ещё не был введён в научный оборот. Первым результатом этой деятельности стал раздел «Восточные источники о восточных славянах и Руси VI—IX вв.», написанный Новосельцевым в коллективной монографии «Древнерусское государство и его международное значение» (1965). В ней был дан перевод ценнейших сведений о славянах в арабо-персидской литературе. Истории Руси в восточном контексте была посвящена и совместная с В. Т. Пашуто работа «Внешняя политика Древней Руси» (1968). Главным выводом этого исследования стало установление факта, что Русь поддерживала оживлённые отношения не только с Европой, но и с государствами Кавказа и Средней Азии. Новосельцев написал также ряд статей, посвящённых собственно древнерусским сюжетам: вопросам образования государства, принятию христианства. В них он нередко полемизировал с историками (в том числе с Л. Н. Гумилёвым и Б. А. Рыбаковым), недостаточно владевшими восточными источниками.
В 1969 году в секторе истории феодализма был образован новый отдельный сектор — истории древнейших государств на территории СССР, который, по замыслу его руководителя В. Т. Пашуто, сосредоточился на грандиозной работе по публикации корпуса зарубежных источников по истории Восточной Европы. Новосельцев принял в этом деле непосредственное участие, а после смерти Пашуто возглавил проект. Под его редактурой выходила серия, объединявшая публикацию разноязычных источников и сборник статей, посвящённый проблемам источниковедения. Написал несколько статей о памятниках арабской географии, участвовал в комментированном издании трактата Константина Багрянородного «Об управлении Империей».
Ещё одним значительным направлением научных интересов Новосельцева стала история Хазарского каганата. Данная тема имела солидную историю изучения, но за советский период вместе с немалыми достижениями обросла тенденциозными мифами. Направление, в момент прихода туда Новосельцева, находилось под монопольным контролем археологов, просто не обладавших в ряде случаев необходимой источниковедческой квалификацией. После почти тридцатилетнего перерыва Новосельцев стал первым востоковедом, обратившимся к истории хазар. Часть изысканий были опубликованы в серии статей в конце 1980-х годов. Итоговая монография вышла в свет в 1990 году. Как и другие работы, она отличалась широчайшим источниковедческим охватом. Не претендуя на тотальный охват темы, Новосельцев сосредоточился на самых узловых проблемах: происхождение хазар, контакты каганата с окружающими странами, политическая система и религиозная ситуация, география хазарских городов. В книге были оспорены некоторые недостаточно убедительные выводы, господствующие как в отечественных, так и в зарубежных исследованиях. В отличие от советских работ предшествующих десятилетий предельно нейтрально и объективно был обрисован процесс распространения в Хазарии иудаизма. В целом были подтверждены основные выводы отечественной историографии, высказанные ещё М. И. Артамоновым (в частности, тезисы о скромной роли иудаизма, борьбе за власть среди правящей верхушки и начале упадка страны в период IX—X вв). Монография также содержала две отдельные главы с подробным источниковедческим и историографическим обзором. В последнем в полной мере были учтены и достижения западных хазароведов.
В 1990-е годы Новосельцев принял активное участие в издании обобщающих научных трудов. Это «История Европы» (1992), «История Востока» (1995), учебные пособия по истории России для поступающих в вузы.

## Основные работы
Книги
- Новосельцев А. П., Пашуто В. Т., Черепнин Л. В., Шушарин В. П., Щапов Я. Н. Древнерусское государство и его международное значение (недоступная ссылка). — М.: Наука, 1965.
- Новосельцев А. П., Пашутов В. Т., Черепнин В. Т. Пути развития феодализма (Закавказье, Средняя Азия, Русь, Прибалтика). М., 1972.
- Новосельцев А. П. Генезис феодализма в странах Закавказья: опыт сравнительно-исторического исследования. М., 1980.
- Новосельцев А. П. Хазарское государство и его роль в истории Восточной Европы и Кавказа. — М., 1990. — 264 с. ISBN 5-02-009552-4.

Статьи
- Новосельцев А. П., Пашуто В. Т. Внешняя торговля Древней Руси (до середины XIII в.) Архивная копия от 10 августа 2017 на Wayback Machine // История СССР. — 1967. — № 3. — С. 81—108.
- Новосельцев А. П. Об исторической оценке Тимура // Вопросы истории. — 1973. — № 2. — С. 3—20.
- Новосельцев А. П. К вопросу об одном из древнейших титулов русского князя // История СССР. — 1982. — № 4. — С. 150—159.
- Новосельцев А. П. Киевская Русь и страны Востока // Вопросы истории. — 1983. — № 5.
- Новосельцев А. П. Георгиевский трактат 1783 года и его историческое значение // История СССР. — 1983. — № 4. — С. 51—60.
- Новосельцев А. П. Древнейшие государства на территории СССР (Некоторые итоги и задачи изучения) // История СССР. — 1985. — № 6. — С. 85—103.
- Новосельцев А. П. «Худуд ал-алам» как источник о странах и народах Восточной Европы // История СССР. — 1986. — № 5. — С. 90—103.
- Новосельцев А. П. Хазария в системе международных отношений VII‒IX веков // Вопросы истории. — 1987. — № 2. — С. 20—32.
- Новосельцев А. П. Принятие христианства Древнерусским государством как закономерное явление эпохи // История СССР. — 1988. — № 4. — С. 97—122.
- Новосельцев А. П. Христианство, ислам и иудаизм в странах Восточной Европы и Кавказа в Средние века // Вопросы истории. — 1989. — № 9. — С. 20‒35.
- Новосельцев А. П. Образование Древнерусского государства и первый его правитель // Вопросы истории. — 1991. — № 2—3. — С. 3—20.
- Новосельцев А. П. «Мир истории» или миф истории? Архивная копия от 2 сентября 2017 на Wayback Machine // Вопросы истории. — 1993. — № 1. — С. 23—31.